# کلولی، گامبیا
کلولی (به لاتین: Kololi) یک محله در گامبیا است که در Western Region واقع شده‌است.